# Riogordo
Riogordo ist eine Gemeinde (municipio) mit 2.778 Einwohnern (Stand: 2024) in der Provinz Málaga in der Autonomen Region Andalusien im Süden Spaniens. 

## Geographie
Der Ort liegt 40 km von Málaga und 30 km von Vélez-Málaga entfernt. Eingebettet in die niedrigen Berge (zwischen den Montes de Málaga und den höheren Sierras), ist es eines der klassischen "weißen Dörfer" Andalusiens. Es liegt in gleicher Entfernung zwischen Málaga und Vélez-Málaga, die beide in etwas mehr als 30 Minuten mit dem Auto zu erreichen sind. Der Ort grenzt an Alfarnatejo, Almáchar, El Borge, Colmenar, Comares, Cútar und Periana. 

## Geschichte
Der heutige Ort geht auf die maurische Periode von Al-Andalus zurück. Er fiel im Jahr 1487 an die Katholischen Könige. Es gibt in der Gemeinde auch noch viel ältere Funde aus der Zeit der Phönizier und Römer. 1522 wurde Riogordo eine eigene Gemeinde.

## Bevölkerungsentwicklung
| 1842  | 1900  | 1950  | 1980  | 1990  | 2000  | 2010  | 2020  |
| ----- | ----- | ----- | ----- | ----- | ----- | ----- | ----- |
| 2.466 | 3.187 | 4.115 | 2.718 | 2.537 | 2.650 | 3.030 | 2.734 |

## Sehenswürdigkeiten
- Kirche Nuestra Señora de Gracia
- Kapelle Ermita de San Sebastián